# Farny Upłaz

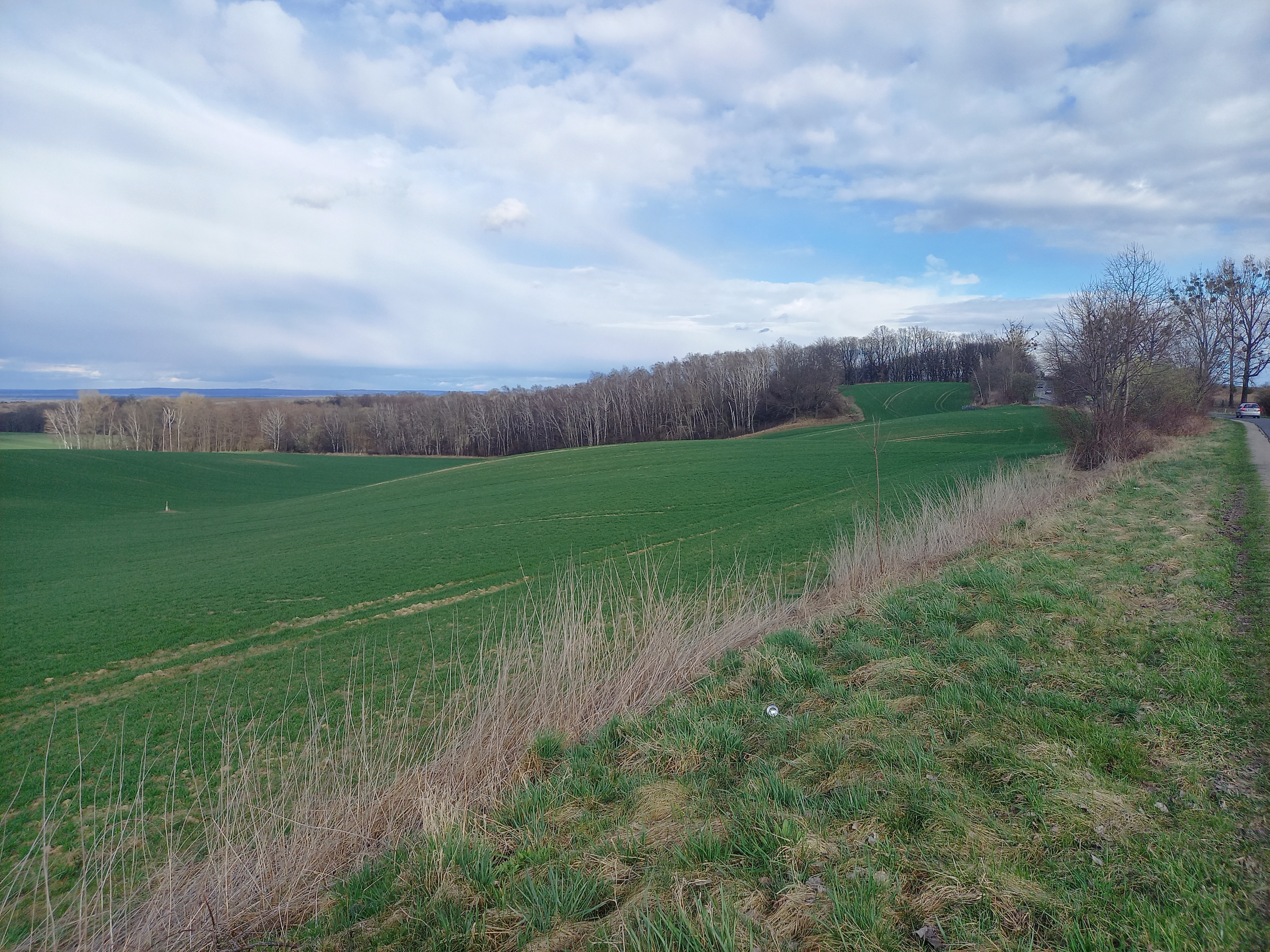
Farny Lej i Farna Góra

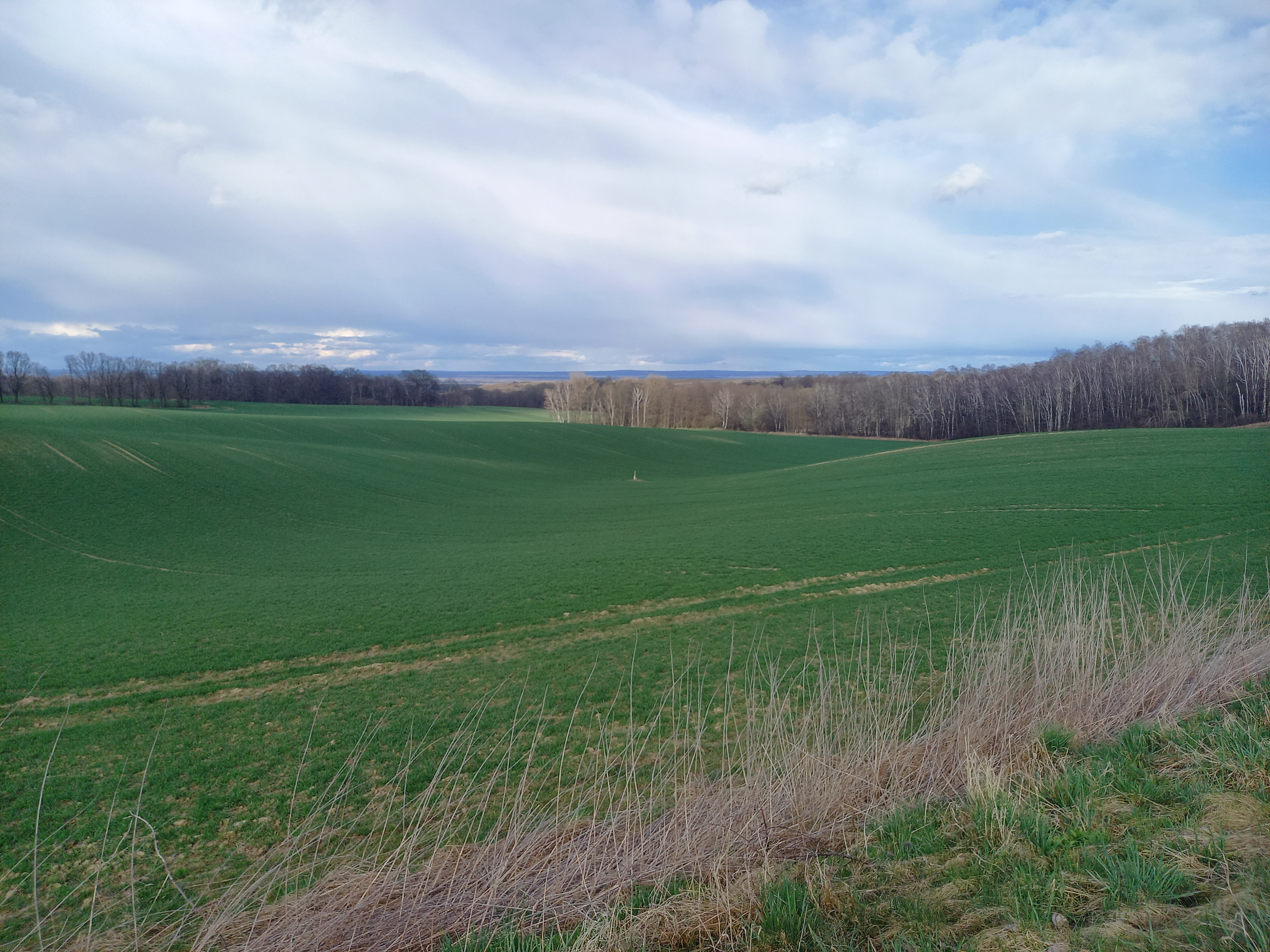
Panorama Malczowskich Jarów i Kotliny Żmigrodzkiej

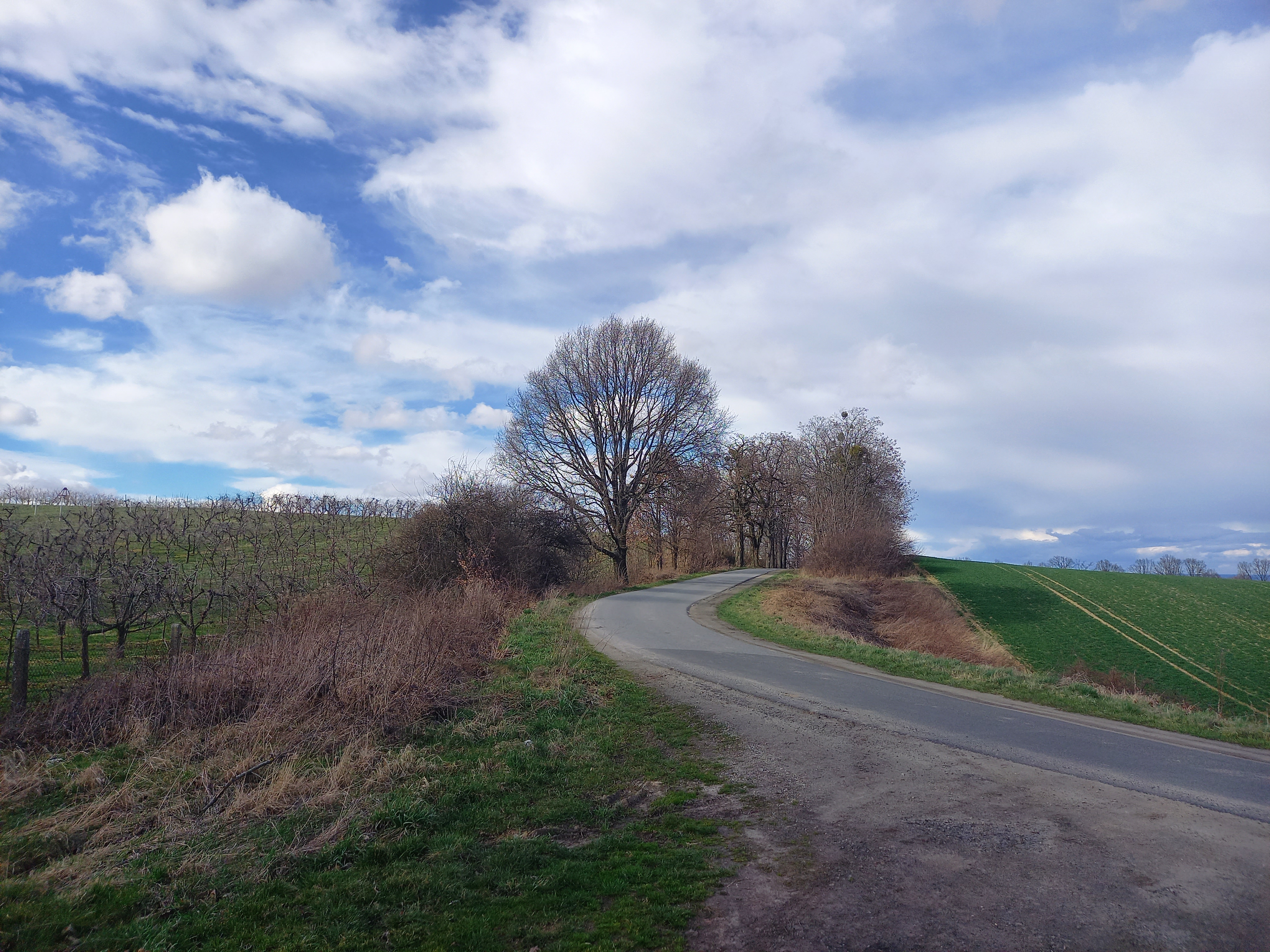
Droga 1344D i Sadowe Wzgórze

Farny Upłaz – upłaz położony w Paśmie Farnej Góry, należącym do Wzgórz Trzebnickich, na stoku Farnej Góry (257,0 m n.p.m.). Stanowi lokalne wypłaszczenie terenu na północno-zachodnim stoku tego wzgórza. Przy północno-wschodnim krańcu upłazu znajduje się początek Farnego Leju w ramach Malczowskich Jarów . Natomiast na zachód od niego swój wschodni kraniec ma Pasmo Ciemnej Góry, przy czym na północny zachód od upłazu już w jego obrębie wznosi się tu Sadowe Wzgórze , a w kierunku zachodnim, lecz w większej odległości Ciemna Góra.
Farny Upłaz wskazuje się jako dobry punkt widokowy w kierunku północnym na płaską Kotlinę Żmigrodzką. Prowadzą tędy szlaki turystyczne: Główny Szlak Kocich Gór, Szlak „Kocich Gór”, szlak pieszy WR 283 i szlak rowerowy Korona Kocich Gór i inne. Wokół rozciągają się mocno pofalowane tereny, zagospodarowane, z rozległymi sadami, tak zwanymi Sadami Trzebnickimi, z wyłączeniem kierunku północno-zachodniego, gdzie znajdują się pola, łąki i lasy, przy czym te ostanie położone są w obrębie Malczowskich Jarów .
Pod względem podziału administracyjnego Polski, Farny Upłaz znajduje się w obszarze Gminy Trzebnica, w powiecie Trzebnickim, województwie dolnośląskim (zobacz: podział administracyjny województwa dolnośląskiego), w obrębie ewidencyjnym Droszów, koło Trzebnicy, w kierunku zachodnim od miasta.
Przez Farny Upłaz prowadzi droga wojewódzka numer DW340 z Trzebnicy w kierunku Obornik Śląskich. W jego obrębie znajduje się także skrzyżowanie wymienionej drogi, z drogą nr 1344D prowadzącą do Malczowa  oraz przystanek autobusowy .